# Begonia lignescens
Espèce
Begonia lignescens est une espèce de plantes de la famille des Begoniaceae.
L'espèce fait partie de la section Ruizopavonia.

## Répartition géographique
Cette espèce est originaire du Costa Rica.